# Gieorgij Czawczawadze
Gieorgij Nikołajewicz Czawczawadze, ros. Георгий Николаевич Чавчавадзе (ur. w 1921 r. w Charkowie) – dowódca 567 Szwadronu Rozpoznawczego Wojsk Wschodnich, a następnie 3 Szwadronu Dywizjonu Rozpoznawczego 1 Dywizji Piechoty Sił Zbrojnych Komitetu Wyzwolenia Narodów Rosji podczas II wojny światowej, emigracyjny działacz polityczny, pisarz
W 1938 r. wraz z rodziną wyjechał do Niemiec. Jego ojciec otrzymał pracę w Ministerstwie Spraw Zagranicznych. W 1940 r. G. N. Czawczawadze ukończył szkołę wojskową, po czym służył w komórkach Abwehry w sztabach dywizji i korpusów. Po ataku wojsk niemieckich na ZSRR 22 czerwca 1941 r., przeniesiono go na front wschodni do sztabu LVI Korpusu Pancernego. W sierpniu 1942 r. nad jeziorem Ilmen sformował 200-osobowy ochotniczy oddział wojskowy, złożony z b. jeńców wojennych z Armii Czerwonej. Mianowano go rotmistrzem. Wkrótce przekształcił go w szwadron konny, rozbudowując liczebnie i nazywając propagandowo Armią Rosyjskiego Zjednoczonego Związku Ochotniczego. Oficjalnie nazwano go 567 Szwadronem Rozpoznawczym Wschodnich Wojsk. Jesienią 1944 r. resztki szwadronu zostały przeniesione do Niemiec, gdzie na poligonie w Münsingen weszły w skład nowo formowanej 1 Dywizji Piechoty Sił Zbrojnych Komitetu Wyzwolenia Narodów Rosji. Objął dowództwo 3 Szwadronu Dywizjonu Rozpoznawczego. Uczestniczył w walkach z Niemcami w Pradze 6 – 8 maja 1945 r. Po zakończeniu wojny wraz z grupą podkomendnych prowadził walkę z Sowietami i czechosłowackimi komunistami na Słowacji i Ukrainie. W sierpniu tego roku przedostał się do Niemiec, gdzie zaangażował się w działalność Narodowego Związku Pracujących (NTS). Współpracował z francuskim wywiadem. Następnie wyemigrował do Kanady, gdzie kierował oddziałem ilustracji na wydziale nauk naturalnych uniwersytetu w Ottawie. Był autorem wspomnień z czasów wojny.